# 1964年東京オリンピックのカナダ選手団
1964年東京オリンピックのカナダ選手団（1964ねんとうきょうオリンピックのカナダせんしゅだん）は、1964年10月10日から10月24日にかけて日本の首都東京で開催された1964年東京オリンピックのカナダ選手団、およびその競技結果。

## 概要
今大会は金メダル1個、銀メダル2個、銅メダル1個の合計4個のメダルを獲得した。

## メダル
| メダル | 選手名             | 競技 | 種目         |
| ------ | ------------------ | ---- | ------------ |
| 銀     | ビル・クロザース   | 陸上 | 男子800m     |
| 銀     | ダグ・ロジャース   | 柔道 | 男子80kg超級 |
| 銅     | ハリー・ジェローム | 陸上 | 男子100m     |